# Kip Gamblin
Kip Gamblin (Sídney, Nueva Gales del Sur; 5 de julio de 1975) es un actor australiano, más conocido por haber interpretado a Scott Hunter en la serie Home and Away, a Adam Rossi en All Saints, a Greg Fallon en Casualty y a Brad Willis en Neighbours.

## Biografía
Kip nació en Sídney, Australia de padre inglés y una madre que era bailarina. Tiene tres hermanas.
Además de ser actor también es un talentoso bailarín de ballet, estudió música y danza en el McDonald College of Performing Arts, en Sídney y completó su entrenamiento en la Escuela de Ballet de Australia en Melbourne. 
Es muy buen amigo del actor australiano Josef Brown.
El 20 de marzo de 2004 se casó con la bailarina Linda Ridgway; la pareja le dio la bienvenida a su primer hijo, Kelly Gamblin en 2000 y más tarde a su hijo, Marlon Gamblin en 2004.

## Carrera

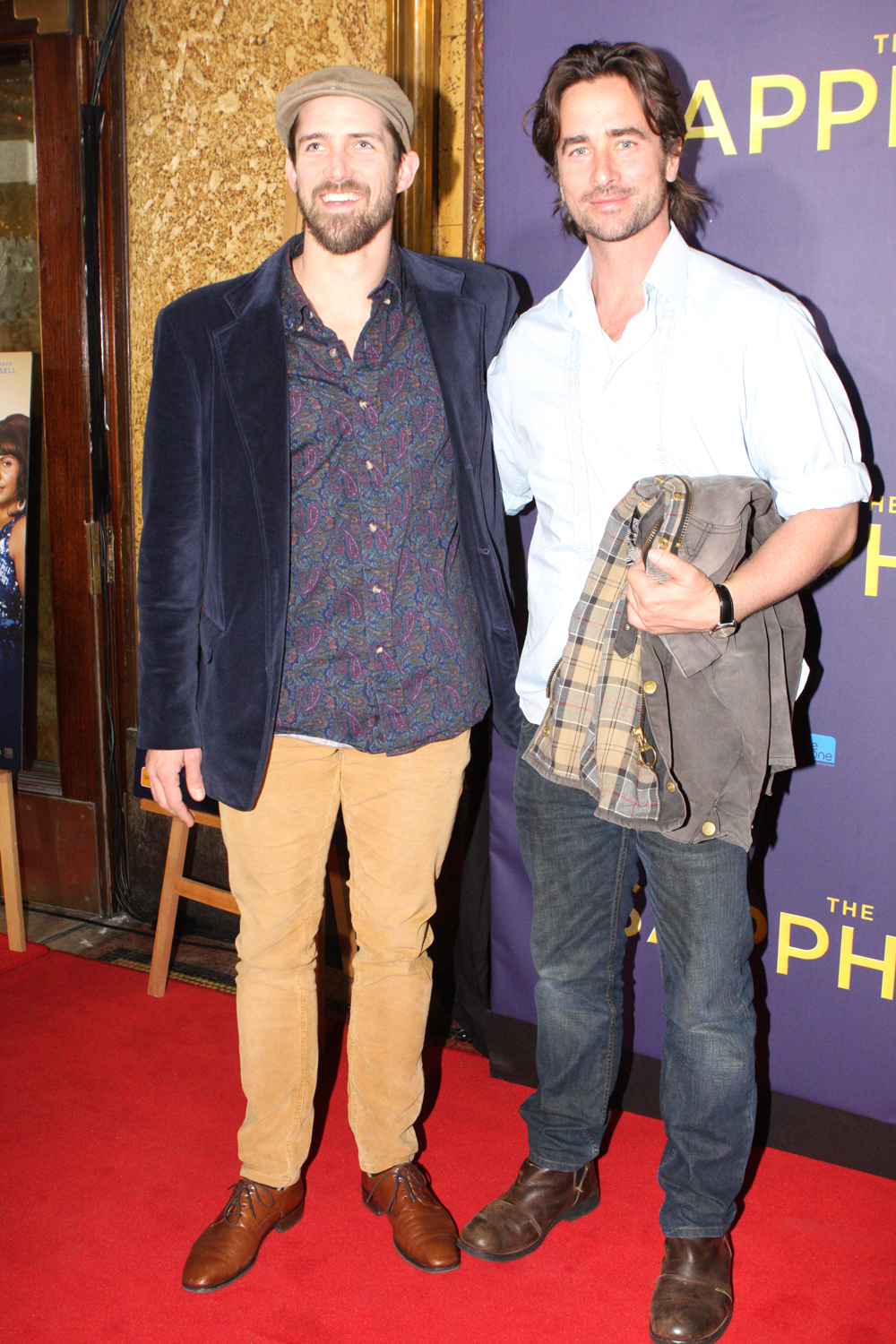
Kip Gamblin en el estreno de la película en el State Theatre, Sídney, Australia

Entre 1994 y 2002 actuó con el Ballet de Australia (1994 - 1996), el Ballet de Australia Occidental (1996 - 1997) y en la Sídney Dance Company (1998 - 2002). Obtuvo papeles principales en producciones como Paquita y Le Corsaire, entre otras; varias de las producciones han ido a gira por Europa, Asia y Los Estados Unidos.
Su primer trabajó en televisión llegó en 1999 cuando apareció en la película australiana, Kick donde interpretó a Roland.
En 2000 fue elegido como el único bailarín en la gira de Barbra Streisand en Australia; también trabajó para Kylie Minogue y apareció en la ceremonia de inauguración de los Juegos Olímpicos de Sídney del 2000. 
En 2001 obtuvo un pequeño papel en la película de Baz Luhrman Moulin Rouge! interpretando a un bailarín latino.
En 2002 se unió a la exitosa serie australiana Home and Away donde interpretó al encantador Scott Hunter hasta 2005, cuando su personaje dejó Summer Bay para irse a vivir a Francia con su esposa Hayley Smith y su pequeño hijo; por su interpretación en 2004 ganó un premio logie por "Most Popular New Male Talent".
Desde junio de 2006 a 2008 interpretó al paramédico Greg Fallon en la serie médica británica Casualty. También hizo una aparición como invitado en la serie Holby City, donde volvió a interpretar a Greg, cuando su personaje fue uno de los paramédicos que asustieron a la escena del accidente de Mark y Tricia Williams.
En 2008 se unió a la aclamada serie australiana All Saints donde interpretó al doctor Adam Rossi, hasta el final del programa.
En 2012 se unió al elenco de la nueva serie Tricky Business donde interpretó a Rick Taylor hasta el final de la serie ese mismo año, luego de que fuera cancelada al finalizar la primera temporada por las bajas audiencias. Ese mismo se unió al elenco de la segunda temporada de la serie Dance Academy donde interpretó al profesor de danza Zach, hasta el final de la serie en 2013.
El 20 de mayo de 2013 se unió al elenco principal de la popular serie australiana Neighbours donde interpretó a Brad Willis hasta el 7 de abril de 2017 después de que su personaje decidiera mudarse a la Costa Dorada junto a Lauren. Anteriormente el personaje de Brad fue interpretado por los actores Scott Michaelson de 1991 hasta el 15 de diciembre de 1993 y por el actor Benjamin Mitchell del 31 de octubre de 1989 hasta ese mismo año.

## Filmografía

### Series de televisión
| Año         | Título                | Personaje      | Notas                     |
| ----------- | --------------------- | -------------- | ------------------------- |
| 2013 - 2017 | Neighbours            | Brad Willis    | 805 episodios             |
| 2012 - 2013 | Dance Academy         | Zach           | 36 episodios              |
| 2012        | Tricky Business       | Rick Taylor    | 13 episodios              |
| 2008 - 2009 | All Saints            | Dr. Adam Rossi | 42 episodios              |
| 2006 - 2008 | Casualty              | Greg Fallon    | 70 episodios              |
| 2007        | The Omid Djalili Show | -              | episodio # 1.2            |
| 2006        | Holby City            | Greg Fallon    | episodio "The Unforgiven" |
| 2001 - 2005 | Home and Away         | Scott Hunter   | 52 episodios              |

### Películas
| Año  | Título            | Personaje       | Notas                                                                                      |
| ---- | ----------------- | --------------- | ------------------------------------------------------------------------------------------ |
| 2013 | Gone              | Gray            | corto - junto a Julian Curtis, David Callan & Stephanie Begg                               |
| 2009 | Mao's Last Dancer | David           | junto a Aden Young                                                                         |
| 2001 | Moulin Rouge!     | Bailarín Latino | junto a Jacek Koman & Richard Roxburgh                                                     |
| 1999 | Kick              | Roland          | junto a Radha Mitchell, Brendan Cowell, Laurence Breuls, Chris Sadrinna & Martin Henderson |

### Producciones de teatro/ballet
| Año  | Producción                      | Director         | Teatro                            | Notas                                            |
| ---- | ------------------------------- | ---------------- | --------------------------------- | ------------------------------------------------ |
| -    | Paquita                         | -                | -                                 | -                                                |
| -    | Le Corsaire                     | -                | -                                 | -                                                |
| -    | Le Competition                  | Maurice Bejart   | -                                 | -                                                |
| 2002 | Ellipse                         | Graeme Murphy    | Opera Theatre, Sídney             | junto a Gavin Mitford & Katherine Arnold-Lindley |
| 2001 | Tivoli                          | Graeme Murphy    | -                                 | -                                                |
| -    | Alchemy                         | Stephen Page     | -                                 | -                                                |
| -    | In the Middle Somewhat Elevated | William Forsythe | -                                 | -                                                |
| -    | Shadows in the Facet            | Stephen Bayne    | State Theatre, Melbourne          | junto a Miranda Coney & Steven Heathcote         |
| 1999 | Air and Other Invisible Forces  | Graeme Murphy    | Opera Theatre & The Joyce Theater | -                                                |

## Premios y nominaciones
| Año  | Categoría                    | Premio      | Serie         | Resultado |
| ---- | ---------------------------- | ----------- | ------------- | --------- |
| 2004 | Most Popular New Male Talent | Logie Award | Home and Away | Ganador   |